# Hoverdenia speciosa
Hoverdenia speciosa är en akantusväxtart som beskrevs av Christian Gottfried Daniel Nees von Esenbeck. Hoverdenia speciosa ingår i släktet Hoverdenia och familjen akantusväxter. Inga underarter finns listade i Catalogue of Life.